# Oertzenhof (Woldegk)

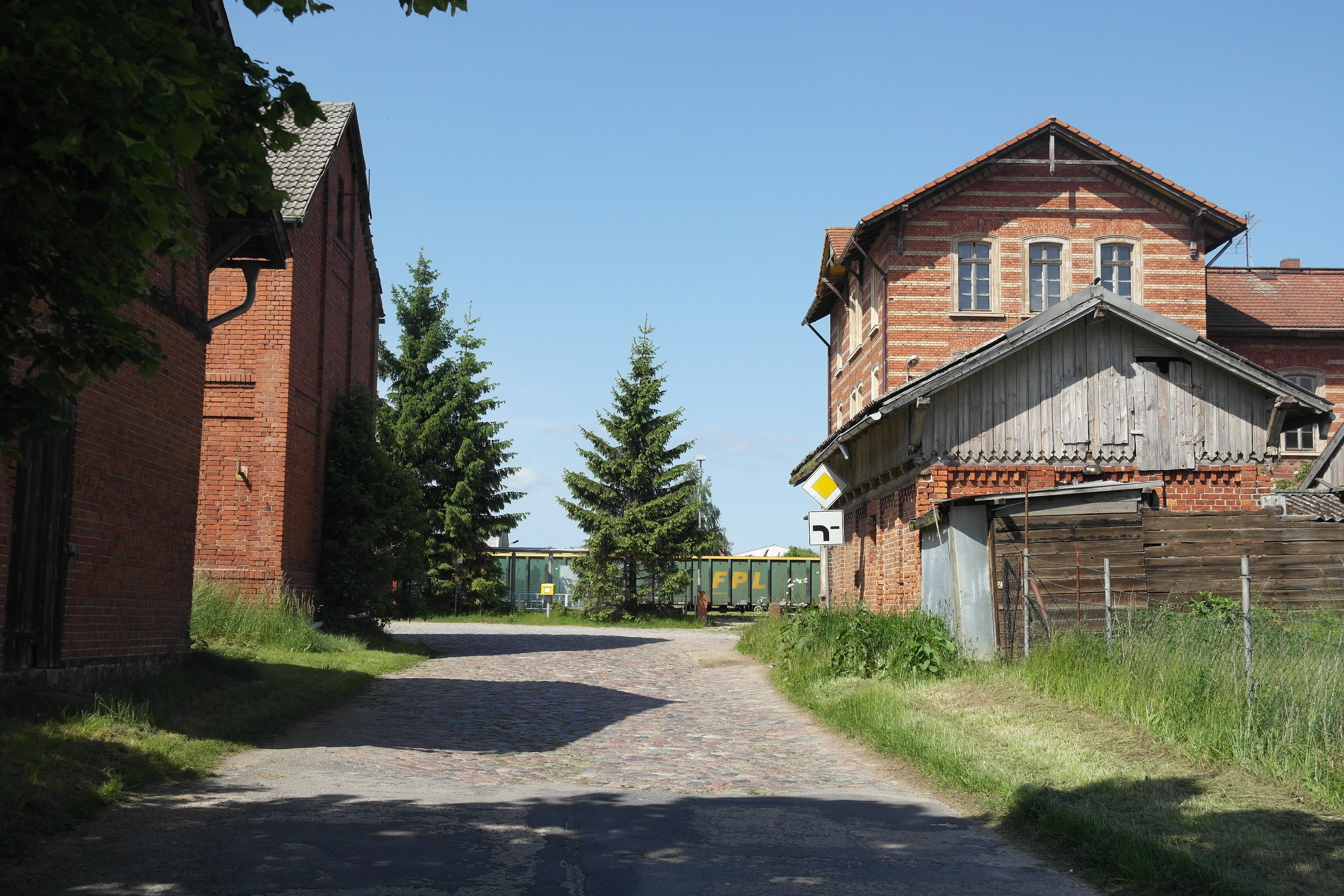
Oertzenhof, rechts im Hintergrund das Bahnhofsgebäude

Oertzenhof ist ein Ortsteil der Stadt Woldegk im Landkreis Mecklenburgische Seenplatte in Mecklenburg-Vorpommern. Der größte Teil des Ortes entstand, als in den 1860er Jahren die Bahnstrecke von Güstrow über Neubrandenburg zur preußischen Grenze bei Strasburg mit dem Bahnhof Oertzenhof gebaut wurde. Unter Denkmalschutz stehen das Bahnhofsempfangsgebäude und einige Gebäude in dessen Umfeld, die mit dem Bahnhof ein einheitliches Ensemble bilden.

## Lage
Oertzenhof liegt an der Kreuzung der Bahnstrecke aus Bützow über Neubrandenburg nach Strasburg mit der Chaussee von Woldegk nach Friedland, etwa sieben Kilometer nördlich von Woldegk an den nördlichen Ausläufern der Helpter Berge. Der Ort Helpt liegt etwa zwei Kilometer südlich des Bahnhofs.

## Geschichte

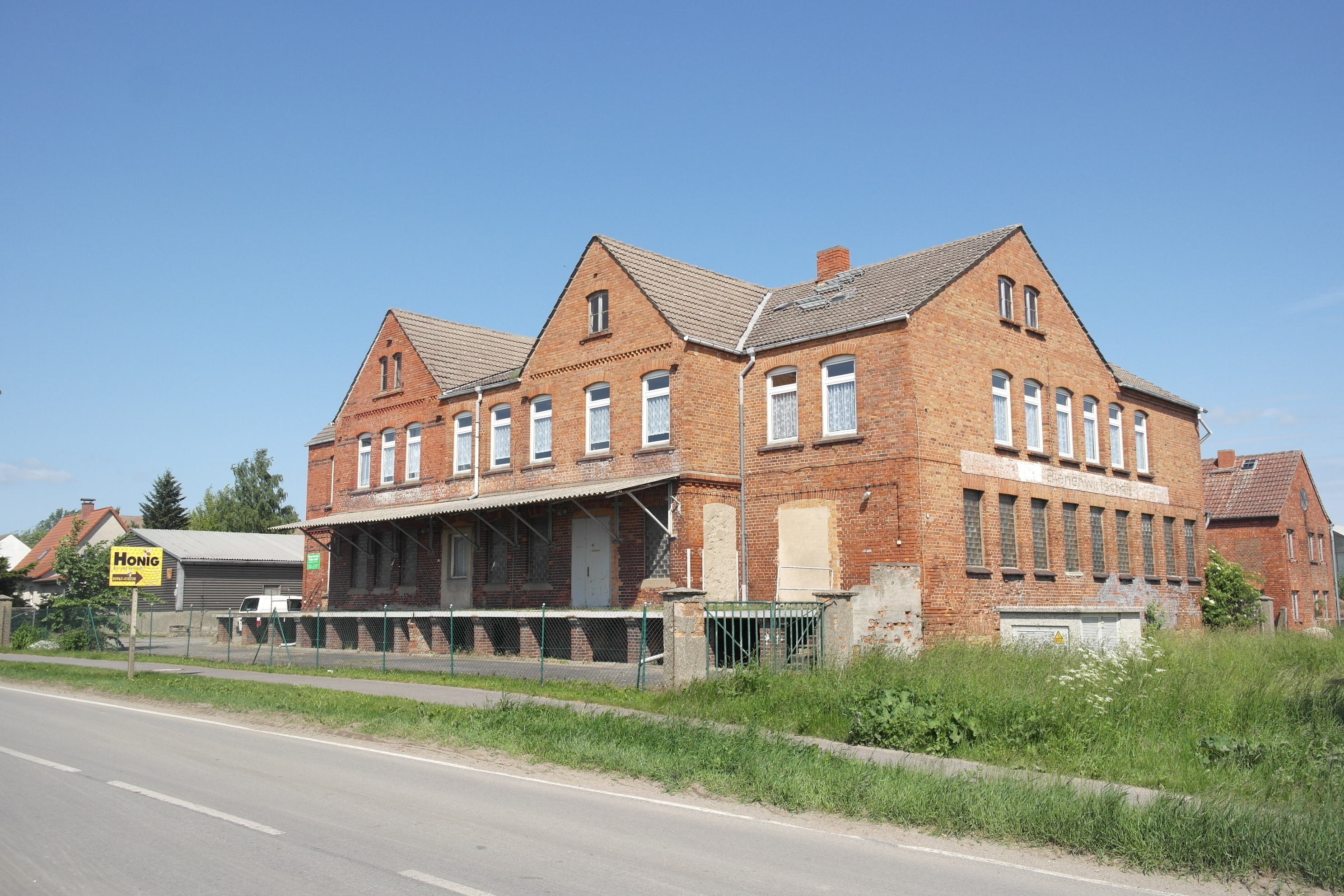
Denkmalgeschützte frühere Molkerei

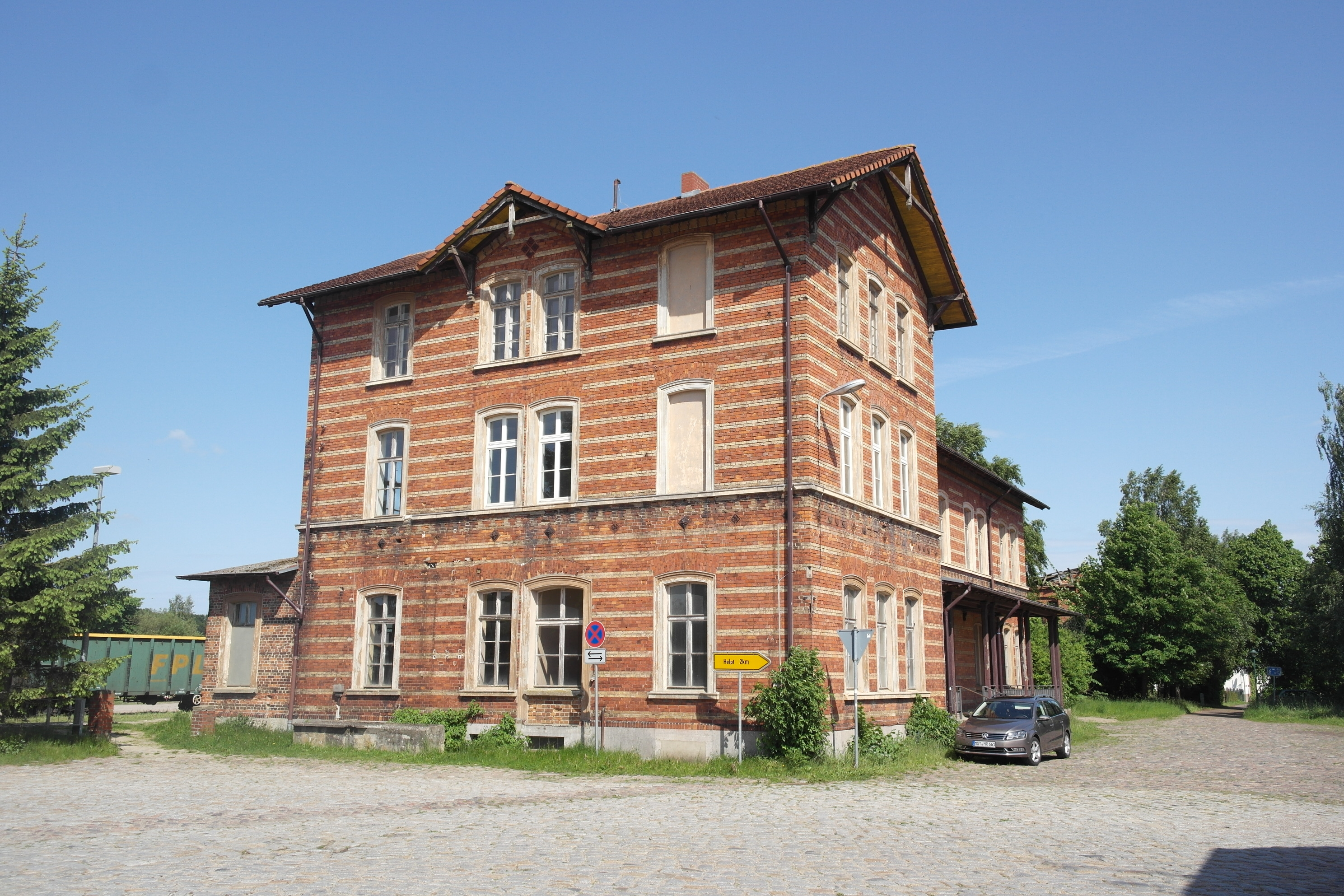
Empfangsgebäude

Der Name Oertzenhof stammt vom weitverzweigten Adelsgeschlecht Oertzen, das im Raum Friedland eine Reihe von Gütern besaßen. In der Zeit vor dem Bau der Eisenbahn wird  Oertzenhof 1852 nur als Standort einer Meierei an einer Anhöhe erwähnt. Zu diesem Zeitpunkt gehörte es bereits der Familie von Dewitz, später vertreten durch den Kammerrat und Oberleutnant a. D. Otto Balthasar von Dewitz (1853–1919), verheiratet mit Marie-Irmgard von Schwerin-Göhren (1862–1921). Von Dewitz, der noch weitere Güter besaß, war Großherzoglich mecklenburg-strelitzscher Hausmarschall und so lebte die Gutsbesitzerfamilie in Neustrelitz. In der genealogischen Forschung wird der Standort Oertzenhof ab 1891 mehrfach aufgeführt
Im Jahr 1863 ging die preußische Eisenbahnstrecke von Stettin nach Strasburg in Betrieb. Auch die mecklenburgische Seite war an einer Ost-West-Verbindung interessiert. 1864 wurde die Strecke von Güstrow nach Neubrandenburg in Betrieb genommen, am 1. Januar 1867 folgte die Verlängerung bis zur Grenze bei Strasburg. Zwischen Neubrandenburg und Strasburg entstanden in Sponholz und Oertzenhof Bahnhöfe. Oertzenhof wurde bereits einige Monate vor Fertigstellung der durchgehenden Strecke im Juni 1866 täglich von Arbeitszügen aus Richtung Neubrandenburg angefahren, für die Zeit der Ernte im Herbst waren Güterzüge geplant. Mit Verordnung vom 7. Dezember 1866 wurde das am Bahnhof Oertzenhof, der letzten mecklenburgischen Station vor der Landesgrenze, zu errichtende Post- und Zollamt nach stattgehabter Communication mit der Großherzoglich Mecklenburgisch-Strelitzschen Regierung und Abstimmung im Landtag zur Liste der Zollämter an der mecklenburgischen Grenze hinzugefügt. Bereits 1867 entfiel die Zollkontrolle wieder, da mit der Gründung des Norddeutschen Bundes eine Zollunion eingeführt wurde. Die Großherzoglich-Mecklenburgisch-Strelitzschen-Post-Anstalten gaben bekannt, dass ab 25. Dezember 1866 auch die Post-Expedition in Oertzenhof den Verkehr mit den preußischen Postanstalten vermitteln würde.
Zum 1. Mai 1867 wurde am Bahnhof Oertzenhof eine Telegraphenstation eingerichtet. Oertzenhof entwickelte sich zu einem lokalen Verkehrsknotenpunkt. Personenpostkurse schlossen unter anderen Friedland und Woldegk an den Bahnhof an, es gab aber auch durchgehende Verbindungen nach Neustrelitz mit Anschluss nach Feldberg. In den 1880er Jahren war der Bau einer Eisenbahn von Oertzenhof nach Woldegk geplant. Dazu kam es aber nicht, stattdessen erhielt die Stadt Woldegk wenige Jahre später Anschluss an eine Bahnstrecke von Neustrelitz nach Strasburg vorbei an Oertzenhof. Als Eisenbahn- und Poststandort wurde der Name zur Kennzeichnung anderer Orte in der Umgebung genannt, so ist in einer Reihe von Texten von Helpt (bei Oertzenhof) oder Badresch (bei Oertzenhof) die Rede. 
Der Ort selbst blieb jedoch relativ klein, im Mecklenburgischen Ortslexikon von 1930 wird Oertzenhof nur als Vorwerk von Helpt genannt. Oertzenhof kam als Lehngut in den Besitz der Freiherren von Bodenhausen und war Teil des Gutskomplexes Groß Miltzow. Letzter Eigentümer wurde Kraft Freiherr von Bodenhausen (1905–1945) auf Schloss Burgkemnitz.
Zu DDR-Zeiten wurde Oertzenhof Sitz eines Kreisbetriebes für Landtechnik. Ebenfalls wurde ein Getreidelager eingerichtet. Als Nachfolger des Landtechnikbetriebes gibt es weiterhin (Stand 2013) einen Fahrzeugbetrieb im Ort, in der ehemaligen Molkerei ist eine Außenstelle der Firma Bienenwirtschaft Meißen.
Oertzenhof wurde zum 25. Mai 2014 im Zuge der Eingemeindung der Gemeinde Helpt ein Teil der Stadt Woldegk.

## Bauten

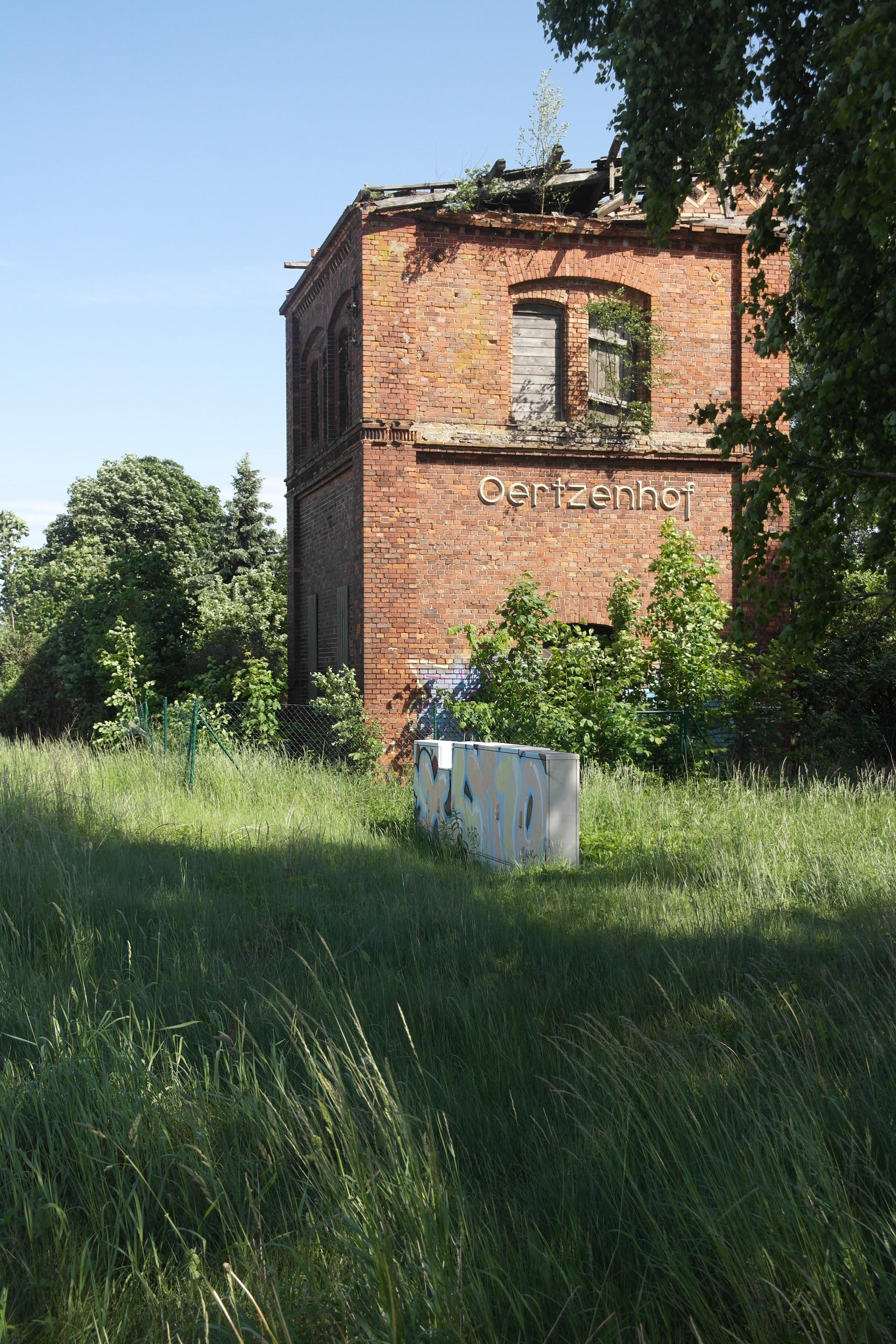
Denkmalgeschützter Wasserturm

### Bahnhof

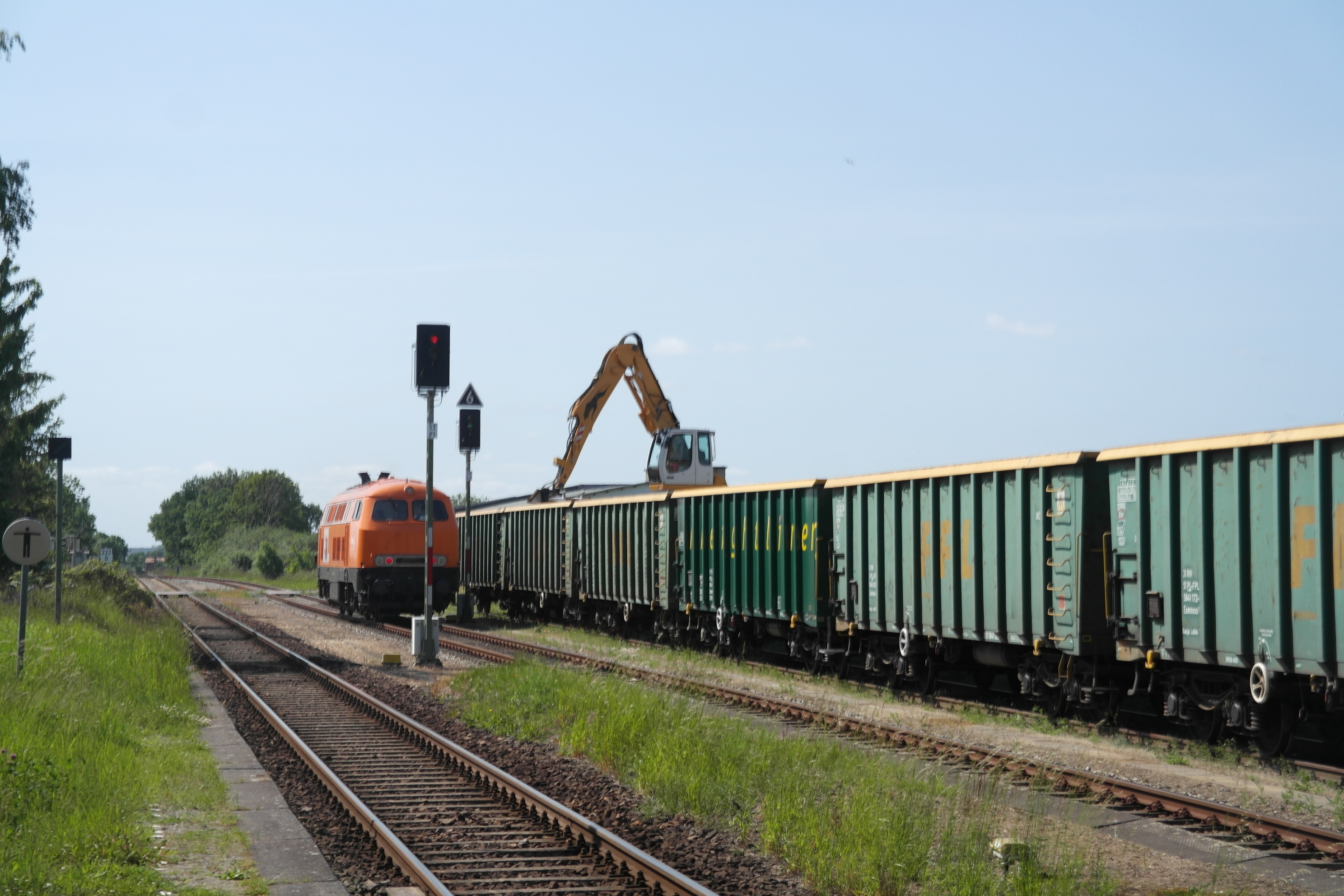
Verladearbeiten im Bahnhof

Oertzenhof liegt an der Bahnstrecke Bützow–Szczecin. Das Empfangsgebäude auf der Südseite der Gleisanlagen ist ein im östlichen Teil zweistöckiges, im westlichen Teil dreistöckiges Gebäude aus Backstein aus der Entstehungszeit des Bahnhofs. Der östliche Teil ist gegenüber dem breiteren westlichen Teil sowohl zur Straßen-, als auch zur Gleisseite etwas zurückgesetzt, so dass sich ein Grundriss ergibt, der annähernd die Form eines „T“ hat. Der Bau wird nicht mehr für Bahnzwecke genutzt und steht leer. Entworfen wurde das Gebäude, wie auch das Empfangsgebäude des Bahnhofs Neubrandenburg vom sächsischen Architekten Richard Steche der von 1863 bis 1867 bei der Friedrich-Franz-Eisenbahn beschäftigt war.
Nach 1990er wurde ein Großteil der Bahnanlagen abgebaut. Verblieben sind drei durchgehende Gleise, von denen das nördliche einer privaten Firma gehört. Über dieses Gleis wird Oertzenhof noch im Güterverkehr bedient, transportiert werden vor allem Baumaterialien und landwirtschaftliche Güter. Im Personenverkehr ist Oertzenhof Halt der Linien Bützow – Neubrandenburg – Pasewalk – Ueckermünde und Lübeck – Bützow – Neubrandenburg – Pasewalk – Szczecin. Beide Linien verkehren alle zwei Stunden und überlagern sich so, dass Oertzenhof annähernd stündlich bedient wird.
Im Sommer 2012 wurde das Bahnhofsgebäude versteigert. Es steht unter Denkmalschutz, ebenso wie der Wasserturm östlich davon. Der vergleichsweise kleine Turm ist seit Jahren ungenutzt und vor allem im Dachbereich bereits zerstört.

### Umfeld
Mehrere Bauten am gepflasterten Bahnhofsvorplatz stammen aus der Erbauungszeit des Bahnhofs und sind in einem ähnlichen Stil aus Backstein errichtet. Dazu zählen ein Wirtschaftsgebäude (Nr. 25) mit mehreren Nebengebäuden, ein Wohnhaus (Nr. 27) und das frühere Postamt (Nr. 28/29). Sie stehen teilweise leer, teilweise werden sie als Wohnhaus genutzt. Alle diese Gebäude sind denkmalgeschützt, dazu zählt zudem ein weiter westlich liegendes früheres Eisenbahnerwohnhaus (Nr. 30/31.)
Ebenfalls unter Denkmalschutz steht das Gebäude der früheren Molkerei, heute von einem Bienenwirtschaftsbetrieb genutzt. Es liegt an der Chaussee westlich des Bahnhofs, auf der Nordseite der Bahngleise.
Östlich des Bahnhofs befindet sich eine Eisenbahnersiedlung aus ein- bis zweistöckigen Wohnhäusern mit Nebengebäuden. Sie sollte 1996 mit in den Bereich des denkmalgeschützten Bahnhofsensembles einbezogen werden, eine entsprechende Bekanntmachung gab es jedoch nicht.